# 德尔拉皮兹 (南达科他州)
德尔拉皮兹（英語：Dell Rapids），是美国南达科他州下属的一座城市。根据2010年美国人口普查，该市有人口3,633人。2011年估计该市人口约有3,684人，年增长率为1.40%。